# かもがわナビ
かもがわナビ（略称：かもナビ）は、千葉県鴨川市の情報を発信する地域ポータルサイトである。鴨川市内の多くの組合や協会、行政などで構成された「かもナビ実行委員会」が企画・制作し、2008年10月1日に正式オープンした。

## 目的
- 鴨川市に関する様々な情報を、各々の団体・行政が一つの場所に持ち寄ることで、観光客や市民に対し、より効果的な情報発信を行う。
- 鴨川市の情報を有するウェブサイトへのアクセスを、「かもナビ」に集中させる事で、アクセスの分散や、機会の損失を解消する。
- 一つのウェブサイトから様々な情報を発信していくことにより、情報更新までの時間が短縮され、効率、経済性も上がる。
- 参加している団体間での連携が高まり、全市をあげた効果的な宣伝活動を図ることができる。
- 観光客のみならず市民も参加できるコンテンツを提供し、街づくりへの意識を高める。

## 内容
情報発信
宿泊・温泉施設、飲食店、見どころ、体験プログラム、特産品、市勢、歴史、産業、生活、ボランティアガイド、など。
双方向
観光客や市民からの、イベント情報の登録や写真の投稿、RSS配信を利用した最新ニュースやブログの掲載。

## 参加団体
- 社団法人鴨川市観光協会
- 鴨川市天津小湊観光協会
- 鴨川旅館組合
- 小湊旅館業協同組合
- 鴨川ペンション組合
- 天津小湊民宿組合
- 鴨川市商工会
- 小湊温泉組合
- 鯛のまちボランティアガイド協会
- 鴨川市